# Miles Kane
Miles Kane (Birkenhead, 17 maart 1986) is een Britse muzikant en tevens frontman van The Last Shadow Puppets.
Hij was de zanger en leadgitarist van The Rascals, die in augustus 2009 werd opgeheven na zijn vertrek. Verder deelt hij de leadzang met Alex Turner in The Last Shadow Puppets. Kane was de primaire songwriter voor The Rascals, en hij deelt het schrijven met Turner in The Puppets. Begin mei 2011 kwam zijn solodebuutalbum Colour of the Trap uit. Hiervan is de eerste single 'Rearrange' afkomstig.
Kane is de neef van James Skelly, frontman van The Coral.

## Discografie

### Albums
| Album met eventuele hitnotering(en) in de Nederlandse Album Top 100 | Datum van verschijnen | Datum van binnenkomst | Hoogste positie | Aantal weken | Opmerkingen |
| ------------------------------------------------------------------- | --------------------- | --------------------- | --------------- | ------------ | ----------- |
| Colour of the trap                                                  | 06-05-2011            | 14-05-2011            | 61              | 3            |             |
| Don't forget who you are                                            | 31-05-2013            | 08-06-2011            | 66              | 3            |             |

| Album met hitnotering(en) in de Vlaamse Ultratop 200 albums | Datum van verschijnen | Datum van binnenkomst | Hoogste positie | Aantal weken | Opmerkingen |
| ----------------------------------------------------------- | --------------------- | --------------------- | --------------- | ------------ | ----------- |
| Colour of the trap                                          | 06-05-2011            | 21-05-2011            | 35              | 10           |             |
| Don't forget who you are                                    | 31-05-2013            | 08-06-2011            | 17              | 18           |             |

### Singles
| Single met hitnotering(en) in de Vlaamse Ultratop 50 | Datum van verschijnen | Datum van binnenkomst | Hoogste positie | Aantal weken | Opmerkingen         |
| ---------------------------------------------------- | --------------------- | --------------------- | --------------- | ------------ | ------------------- |
| Rearrange                                            | 18-04-2011            | 30-04-2011            | tip3            | -            |                     |
| Quicksand                                            | 18-07-2011            | 13-08-2011            | tip26           | -            |                     |
| My fantasy                                           | 31-10-2011            | 12-11-2011            | tip36           | -            |                     |
| First of my kind                                     | 16-04-2012            | 28-04-2012            | tip30           | -            |                     |
| Give up                                              | 2013                  | 02-03-2013            | tip45           | -            |                     |
| Don't forget who you are                             | 2013                  | 01-06-2013            | tip14           | -            |                     |
| Are you getting enough?                              | 2013                  | 03-08-2013            | tip62           | -            | met Professor Green |
| Taking over                                          | 2013                  | 07-09-2013            | tip45           | -            |                     |
| Better than that                                     | 2013                  | 30-11-2013            | tip85*          |              |                     |

- Bibliothèque nationale de France: cb162759950 (data)
- Gemeinsame Normdatei: 1019111720
- International Standard Name Identifier: 0000 0003 6274 6724
- Library of Congress Control Number: n2015043181
- MusicBrainz: 26afaedd-e99c-45b2-b7f9-6c4c2b33d90c
- Virtual International Authority File: 226761410
- WorldCat: E39PBJw4xfcTp837Mb4CgyYgKd